# Basena von Thüringen

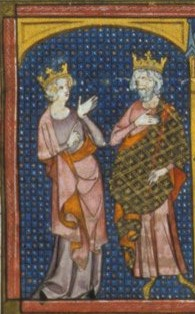
Basena von Thüringen und Childerich I.

Basena von Thüringen, auch: Basina (* vor 466) war als Gattin des merowingischen Königs Childerich I. Königin der Franken.
Basena stammte wohl aus dem Volk der Thüringer, vielleicht aus dessen Königsfamilie. Der Geschichtsschreiber Gregor von Tours, dem die Fredegar-Chronik und der Liber historiae Francorum folgen, berichtet, sie sei in erster Ehe mit Bisinus, dem König der Thüringer, verheiratet gewesen. In Thüringen habe sie Childerich, der sich dort nach seiner Absetzung im Exil aufhielt, kennengelernt. Nach achtjähriger Exilszeit sei Childerich zurückgerufen und von seinem Volk wieder zum König eingesetzt worden. Dann habe Basena ihren Ehemann verlassen und sich zu Childerich begeben, mit der Begründung, er sei der tapferste Mann, den sie kenne, daher wolle sie sich mit ihm verbinden. Darauf habe er sie erfreut zur Frau genommen.
Diese legendenhafte Erzählung wird von der Forschung mit Skepsis betrachtet, zumal Bisinus im frühen 6. Jahrhundert herrschte, Childerich hingegen schon 482 starb. Die thüringische Herkunft Basenas wird aber akzeptiert.
Der Ehe Childerichs und Basenas entstammten der Sohn und Nachfolger Childerichs, Chlodwig I. (* 466; † 511) sowie die Töchter Audofleda (* um 470; † nach 526), Lantechild und Albofledis, die bald nach Chlodwigs Herrschaftsübernahme starb.
In einem Weimarer Grab des 6. Jahrhunderts wurde ein Silberlöffel mit der Aufschrift Basenae (BAS-N) gefunden. Er gehört der Sammlung des Museums für Vor- und Frühgeschichte in Berlin.